# Lijst van oorlogsmonumenten in Wijchen
De Nederlandse gemeente Wijchen heeft 7 oorlogsmonumenten. Hieronder een overzicht.
| Nr.  | Object                             | Herdachte groep                                                      | Ontwerper                                                   | Onthulling        | Type               | Locatie                 | Plaats    | Coördinaten                   | Foto                               |
| ---- | ---------------------------------- | -------------------------------------------------------------------- | ----------------------------------------------------------- | ----------------- | ------------------ | ----------------------- | --------- | ----------------------------- | ---------------------------------- |
| 442  | Monument voor Jacques J.C.M. Luske | verzet Nederland                                                     | Jac Maris                                                   |                   | zuil               | Dorpsstraat 73, 6617 AC | Bergharen | 51° 50' 56" NB, 5° 40' 4" OL  | Monument voor Jacques J.C.M. Luske |
| 1383 | Vredesmonument                     | algemeen, allen                                                      | Henk C. Scheffer                                            | 8 september 1984  | zuil               | Meerdreef, 6602 HN      | Wijchen   | 51° 48' 20" NB, 5° 43' 35" OL | Vredesmonument                     |
| 1411 | Nederlands grafmonument            | burgerslachtoffers                                                   |                                                             |                   | begraafplaats/graf | Oosterweg 4, 6602 HD    | Wijchen   | 51° 48' 23" NB, 5° 43' 33" OL | Nederlands grafmonument            |
| 2342 | Plaquette in het NS-station        | burgerslachtoffers                                                   | Ir. H.G.J. Schelling (ontwerp), H.J. Winkelman (uitvoering) | 10 oktober 1948   | plaquette          |                         | Wijchen   | 51° 48' 28" NB, 5° 43' 39" OL | Plaquette in het NS-station        |
| 3294 | Een brug "te veel" (Niftrik)       | militairen in dienst van het Ned. Kon. 1940-1945, burgerslachtoffers |                                                             |                   | gedenksteen        | Maasbandijk 66, 6606 KE | Niftrik   | 51° 48' 5" NB, 5° 39' 29" OL  | Een brug "te veel" (Niftrik)       |
| 3295 | Indië-monument                     | militairen in dienst van het Ned. Kon. na 1945                       |                                                             |                   | gedenksteen        | Kasteellaan 16, 6602 DA | Wijchen   | 51° 53' 27" NB, 5° 36' 3" OL  | Indië-monument                     |
| 3594 | Oorlogsmonument                    | geallieerde militairen                                               |                                                             | 21 september 2004 | beeld/sculptuur    | Ringdijk 8, 6634 AA     | Batenburg | 51° 49' 16" NB, 5° 37' 46" OL | Oorlogsmonument                    |

Aalten ·
Apeldoorn ·
Arnhem ·
Barneveld ·
Berg en Dal ·
Berkelland ·
Beuningen ·
Bronckhorst ·
Brummen ·
Buren ·
Culemborg ·
Doesburg ·
Doetinchem ·
Druten ·
Duiven ·
Ede ·
Elburg ·
Epe ·
Ermelo ·
Harderwijk ·
Hattem ·
Heerde ·
Heumen ·
Lingewaard ·
Lochem ·
Maasdriel ·
Montferland ·
Neder-Betuwe ·
Nijkerk ·
Nijmegen ·
Nunspeet ·
Oldebroek ·
Oost Gelre ·
Oude IJsselstreek ·
Overbetuwe ·
Putten ·
Renkum ·
Rheden ·
Rozendaal ·
Scherpenzeel ·
Tiel ·
Voorst ·
Wageningen ·
West Betuwe ·
West Maas en Waal ·
Westervoort ·
Wijchen ·
Winterswijk ·
Zaltbommel ·
Zevenaar ·
Zutphen